# Love Will Never Do (Without You)
"Love Will Never Do (Without You)" é o sétimo single lançado do 4º álbum de estúdio da cantora americana de R&B Janet Jackson, Janet Jackson's Rhythm Nation 1814, de 1989. Liderou a Billboard Hot 100, principal parada musical dos Estados Unidos, por uma semana.

## Informações
A canção é o quinto single da cantora a alcançar o 1º lugar na Billboard Hot 100 em sua carreira e foi o último do álbum a alcançar o top 5, fazendo dela a única artista a conseguir colocar  7 singles do mesmo álbum no top 5 dessa mesma tabela musical. O sucesso de "Love Will Never Do (Without You)" fez com que o álbum seja o único na história a produzir singles número um na Billboard Hot 100 em três anos seguidos, sendo estes "Miss You Much" em 1989, "Escapade" e "Black Cat", em 1990, e "Love Will Never Do (Without You)", em 1991. Em 1996, a música foi remixada por Roger Sanchez. Apesar de ser um dos últimos singles do álbum, foi uma das primeiras canções gravadas por [[Janet Jackson's Rhythm Nation 1814. vocals da canção de fundo foram registrados no final de 1988, quando Jackson gravou o vocal principal em janeiro de 1989. Jimmy Jam e Terry Lewis trabalharam na ideia de fazer essa música em dueto. De acordo com Fred Bronson O Livro Billboard no número 1 Hits, eles pensavam sobre a possibilidade de ficar Prince, Johnny Gill, Ralph Tresvant, ou qualquer outra pessoa trabalhar com eles na época. No entanto, não havia um plano concreto. Durante a gravação do primeiro verso, Jimmy Jam diz para Janet, "Cante baixo como um cara que canta". Como resultado, eles mantiveram a ideia de ela cantar o primeiro verso de uma oitava baixa, mas vai uma oitava acima no segundo verso. Janet cantou a música na maioria de suas turnês, incluindo a Janet. Tour, The Velvet Rope Tour, All for You Tour e Rock Witchu Tour.Macy Gray cantou a música ao vivo como um tributo a Jackson durante mtvICON especial em 2002, da MTV.

## Video Clipe
O vídeo foi dirigido pelo fotógrafo Herb Ritts, em setembro de 1990. Janet tinha originalmente planejado vestir um vestido para o vídeo, mas Ritts imaginou-a em nada mais do que um top preto e uma calça jeans. O vídeo apresenta cameos de actores (então modelos de cuecas Calvin Klein) Antonio Sabàto, Jr. e Djimon Hounsou. O vídeo ganhou os prêmios de Melhor Vídeo Feminino e foi nomeado para Melhor Coreografia e Melhor Direção de Arte no MTV Video Music Awards de 1991. É classificado como 13º melhor clipe pela Rolling Stone's The 100 Top Music Videos, 72º no VH1's 100 Greatest Videos e 88º no MTV's 100 Greatest Videos Ever Made. Existem 2 versões de clipes: um colorido e outro preto e branco, os quais aparecem no DVD Decade 1986/1996.

## Charts
| Chart (1990/1991)               | Posição |
| ------------------------------- | ------- |
| Australian Singles Chart        | 14      |
| Dutch Top 40                    | 33      |
| Irish Singles Chart             | 22      |
| New Zealand Singles Chart       | 27      |
| UK Singles Chart                | 34      |
| Billboard Hot 100               | 1       |
| Billboard Hot R&B/Hip-Hop Songs | 3       |
| Billboard Hot Dance Club Play   | 4       |